# 智能手表

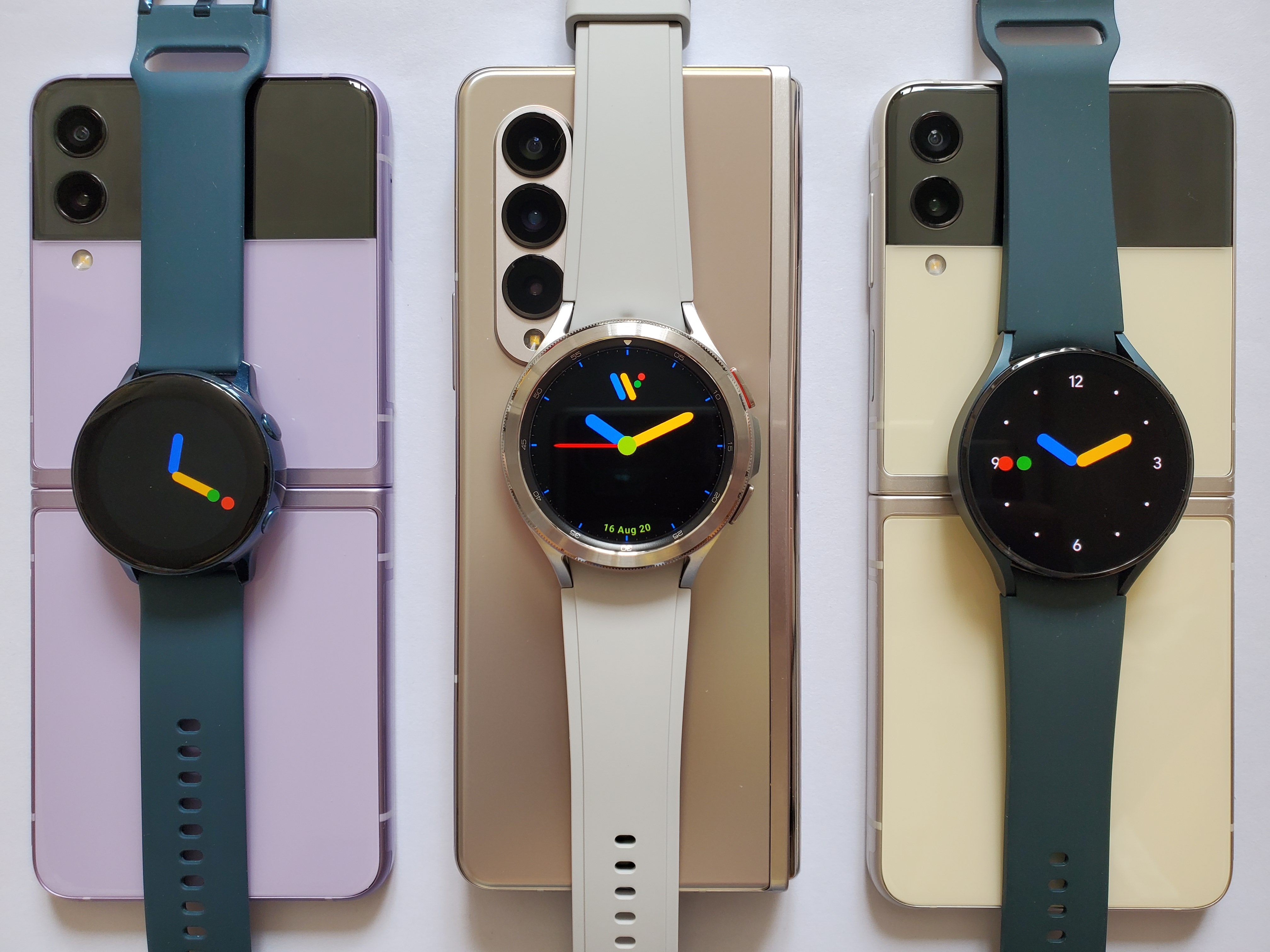
运行WearOS的三星智能手表，可配合智能手机使用

智能手表（英語：Smartwatch），是安装有嵌入式系统、用于增强基于报时等功能的腕部手表，其功能相似于一台个人数码助理。早期智能手表既可以执行计算、翻译或者操作掌上电子游戏等基礎功能，中期智能手表则实现了可穿戴式電腦的功能。大多数智能手表可以运行流動軟體應用程式，一些可以运行行動作業系統，少数有着完整的移动电话功能。其他的功能大多与便携式多媒体播放有关，比如播放调频广播与音频或视频文件，以及通过藍牙耳机收听。
这些智能手表可能包括各式各樣的功能，例如相机、加速度计、溫度計、高度计、气压计、指南针、計時器、计算器、手机、触摸屏、全球定位系统、显示地图、显示图形、外置揚聲器、调度器、手表、SD卡，以及作为大容量存储设备等等，而且可以充电。它可与无线耳机、抬头显示器、胰岛素泵、麦克风、调制解调器或其它设备进行通信。
同样“运动手表”是基于GPS手表设计，专门为训练、潜水以及户外运动而量身打造，例如训练计划（如隔段时间）、跑步圈数、速度显示、GPS跟踪装置、路线跟踪、潜水电脑、兼容心率监控、兼容Cadence传感以及运动状态转换（例如铁人三项）。
任何电脑都有一个数据处理器、内部存储器、输入及输出。信息可以收集自内部或外部的传感器。它可以操控或检索其他仪器或电脑的数据。也可以支持像Wi-Fi以及GPS等无线技术。但是，所谓的“智能手表”也可以仅仅作为一个远程控制平台，利用蜂窝技术（手机通信技术）或Wi-Fi连接其他的设备。

## 歷史

### 早期

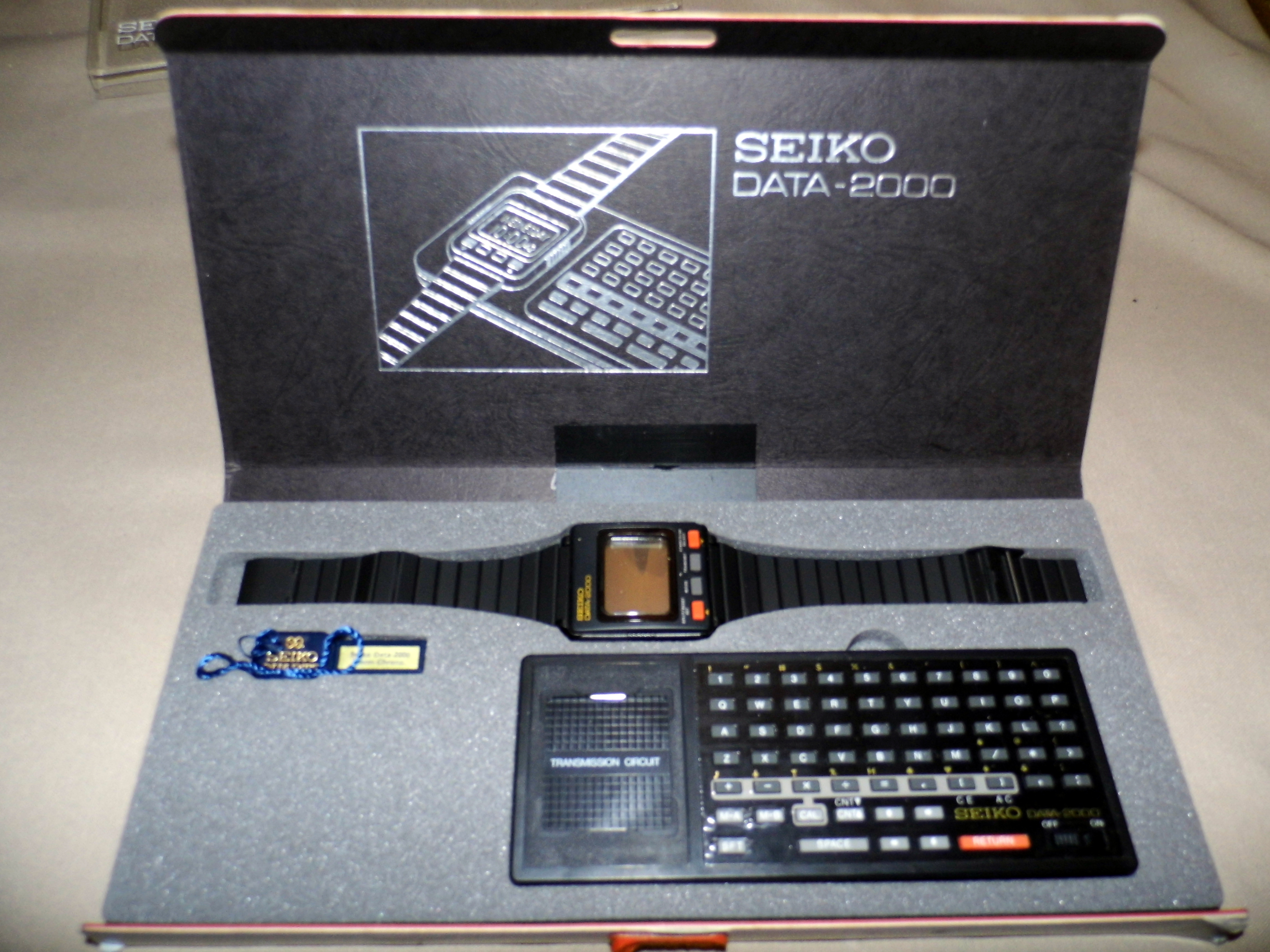
精工Data-2000带扩展坞，1984年

1972年，第一个开发手腕计算技术的日本精工公司，首次發表第一款数字手表，稱脉冲星，由漢彌爾頓鐘錶公司所制造。“脉冲星”被精工在1978年收购后成为一个品牌的名字。
1982年，脉冲星手表（NL C01）发布，它可以存储24个数字，使其成为可能是第一款用户可自我编写内存的手表，或者叫做“记忆银行”手表。
1983年，随着个人电脑在20世纪80年代被引进，精工开始发展手表的计算能力。2000数据手表（1983年）有着一个外部键盘。数据通过键盘输入进手表。它的名字源于它能够存储2000个字符。D409是精工第一款直接在主板上输入数据的模式（通过一个微型键盘）和独特的点阵显示。它的内存很小，只有112位。它于1984年发布的金、银和黑色三个版本。在20世纪80年代最引人注目的是精工的“RC系列”：从1980年代开始，卡西欧除了做成计算器手表外，还成功的做成了“电脑手表”。最引人注目的是卡西欧数据银行系列。此公司也生产例如Nelsonic游戏手表等一些“游戏手表”。
1984年-1985年，精工RC系列：
- 1984年，精工发布第一个与电脑有关的模型，RC-1000腕部终端[2]它兼容于当时最流行的电脑，包括苹果II代、II+代及IIe、the Commodore 64、IBM PC、NEC 8201、Tandy Color Computer、Model 1000、1200、2000和TRS-80 Model I、III、4及4p。
- 1985年，精工发布第二个RC-20腕部电脑，[2]它有着SMC84C00 8-位 Z-80 微处理器；8K的ROM和2K的RAM。他有着日程、备忘录、世界时间和四种功能的计算器应用程序。它有着42x32像素的点阵式液晶显示，并且更重要的是它是触摸屏。同样相似于RC-1000，它可以通过专用电缆连接到个人计算机。它是可编程的，但是它的显示器过小和存储空间不足严重限制了应用程序的开发。[2]。
- 1985年，而RC-4000 PC数据图同样于1985年发布，被称为“世界上最小的电脑终端”。[2]他有着2K的存储空间。RC-4500（1985年），也被称为腕部MAC，它有着鲜艳、明亮的颜色。

在1980年代，卡西欧开始销售智能手表系列，除了计算器手表，最引人注目的是卡西欧Databank系列手表。一些新奇的"游戏手表"，如Nelsonic游戏手表，也是由卡西欧和其他公司生产的。

### 1990年代
1994年，天美時推出Timex Datalink手錶。早期的 Timex Datalink 智慧型手錶實現了無線資料傳輸模式，可以從PC接收資料。它使用 MS Outlook 的前身Microsoft Schedule+創建的約會和連絡人，可以通過螢幕閃爍光協議輕鬆傳輸到手錶。
1998年，精工在日本發表手錶型電腦Ruputer，也被称作“掌上PC”。它具有128KB RAM及3.6MHz的16位元CPU，可显示灰度屏幕，通过串行端口/串行红外收发器连接电脑。它使用2x2016或2032电池，擁有1个月的电池寿命。所搭載的应用程序包括电子表格和记事本，以及各种游戏。

### 2000年代
2003年，化石集團發表Fossil腕部PDA，此手表可以运行Palm4操作系统且有8M内部存储空间，数据存储是暂时的，如果电量耗尽，那么所有数据将丢失。可以通过MicroUSB以及红外线与电脑连接。此表拥有显示灰阶的触摸屏，使用龙珠 VZ CPU @ 55mhz。

### 2010年代
Pebble手錶是一款創新的智慧型手錶，該公司於2012年4月12日至5月18日期間在Kickstarter籌集的資金最多，達到1,030萬美元。2013年7月，Pebble: E-paper手表公開發表，这款手表拥有视频游戏，可以更改手表界面，还可以收到文本（通过指定应用程序发送），更可以告诉你有电话打进来了。手机用蓝牙传输数据，电池可以连续使用达1个星期（升级版电池可以连续使用2至3周）。

### 2020年代
2020年，美國食品和藥物管理局批准了一款名為 NightWare 的 Apple Watch app。該app旨在通過監測心率和身體運動，以檢測正在進行噩夢時的振動，用來改善患有創傷後壓力症相關噩夢者的睡眠。

## 市場和知名度
智慧型手錶自2010年代起越來越受歡迎。今天，它們經常被用作健身追踪器、智能手機娛樂或通訊“伴侶”。2019年第三季度全球智慧型手錶出貨量為1,400萬隻。截至2019年，市場領導者是蘋果，其次是三星、Imoo、Fitbit、Amazfit、華為、Fossil和Garmin。

## 功能

### GPS功能
GPS跟踪装置可以用来完成历史数据的记录，然后将数据上传到电脑或互联网上并创建一个日志进行之前练习活动的分析。
此外，一些智能手表有着全GPS导航仪，它拥有一个可以实时显示地图及当前坐标的屏幕，使用hh.mm.mmmm（小时，分钟和分钟的小数位）与GPS坐标格式。用户可以通过“Mark（标记）”他们的当前位置，然后编辑这个条目的名称和坐标，从而建立新的导航。

### 心率偵測
很多智能手表配备心率侦测功能，可以通过一些光电原理侦测流过手腕的血液流动从而测算心率。一些智能手表具有“24小时侦测”功能，会根据设置每隔一段时间进行一次测量。

### 卡路量計算
現時不少智能手表配備計算不同運動時所消耗的卡路量的程式，有些是內建程式，有些則是可以於對應的程式商店下載。

### 通話功能
如果智能手表配有電話卡槽（或具有内置的电话卡），則可不須經過智能電話直接作為通訊工具；或者發出緊急求救訊號。

### 付款功能
有部份智能手表可以配合電子錢包使用，透過手錶直接付款購物。

### 攝影功能
部分智能手表備有鏡頭，可以作拍攝照片及錄影或進行視像通話；而有些智能手表則須要配合智能電話使用，作為遠端遙控協助拍攝。

### 血氧监测
部分智能手表的血氧监测模块由光学传感器、前段信号采集系统、算法三部分组成。 其原理是根据血液中氧合血红蛋白（HbO2）和脱氧合血红蛋白（Hb）对红光和红外光的吸收率不同的特点，通过光学传感器向皮肤照射红光和红外光，然后得到经皮肤下血管反射后的红光和红外光，最后通过算法计算出血氧

## 系統區別

### Linux手表
在2000年6月，IBM展示了一个运行于Linux的手表原型。原始版本仅仅有6个小时的续航时间，后来改进版延长12个小时。它拥有8MB的内存，运行Linux2.2。该装置后来增加了感应加速度、震动机制与指纹传感器。IBM开始与西铁城钟表有限公司合伙打造“WatchPad”。WatchPad1.5版有着320 x 240QVGA分辨率，且运行Linux 2.4系统。它还具有日历程序、蓝牙、8MB的暂存空间与16MB的闪存空间。西铁城把市场瞄向了学生和商人，并把该手表的零售价定为399美元。然而在2001至2002年的某个时间，该项目被终止了。

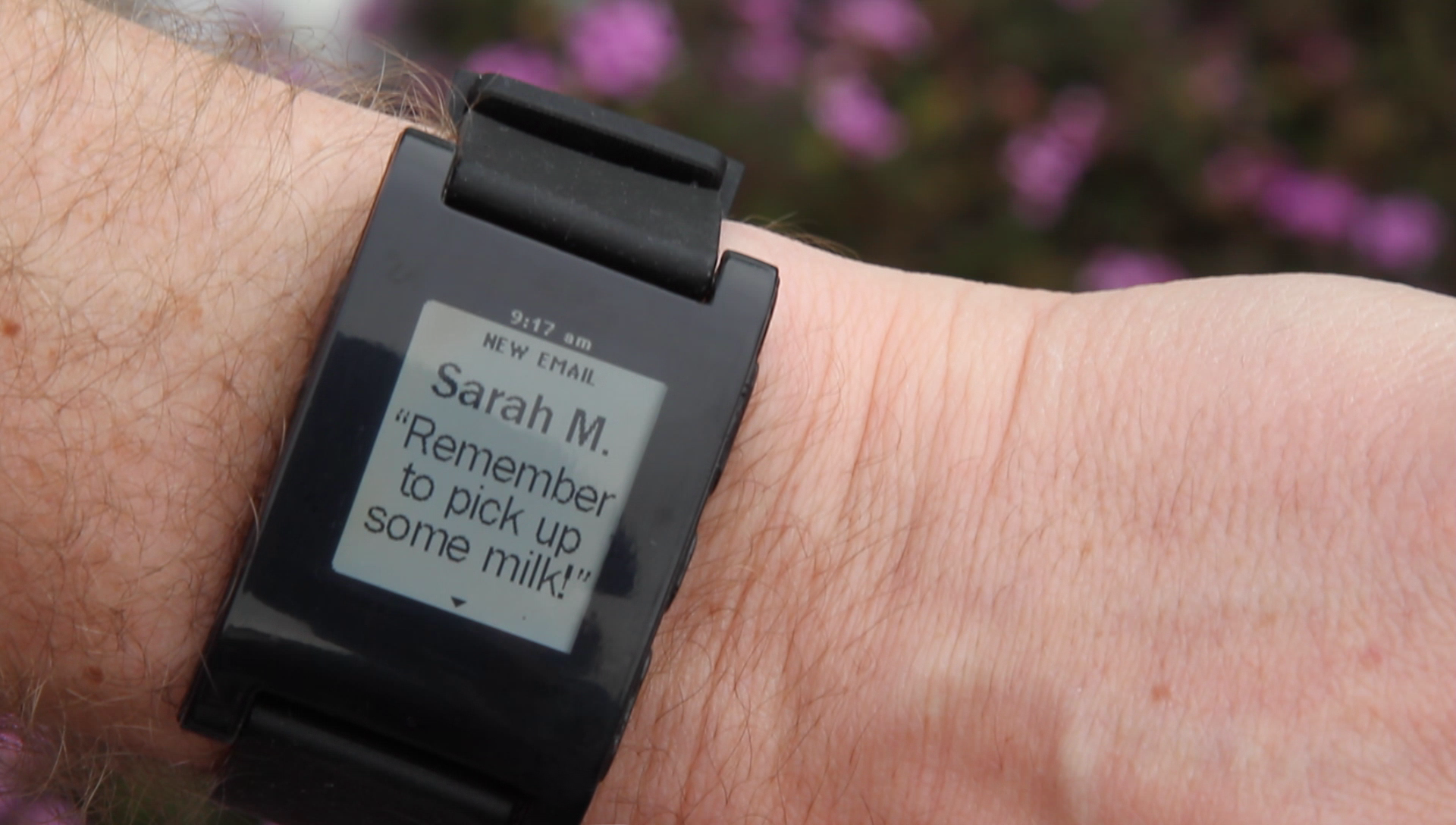
Pebble: E-paper手表，上面显示着：新邮件：Sarah M.“记得去拿牛奶！”

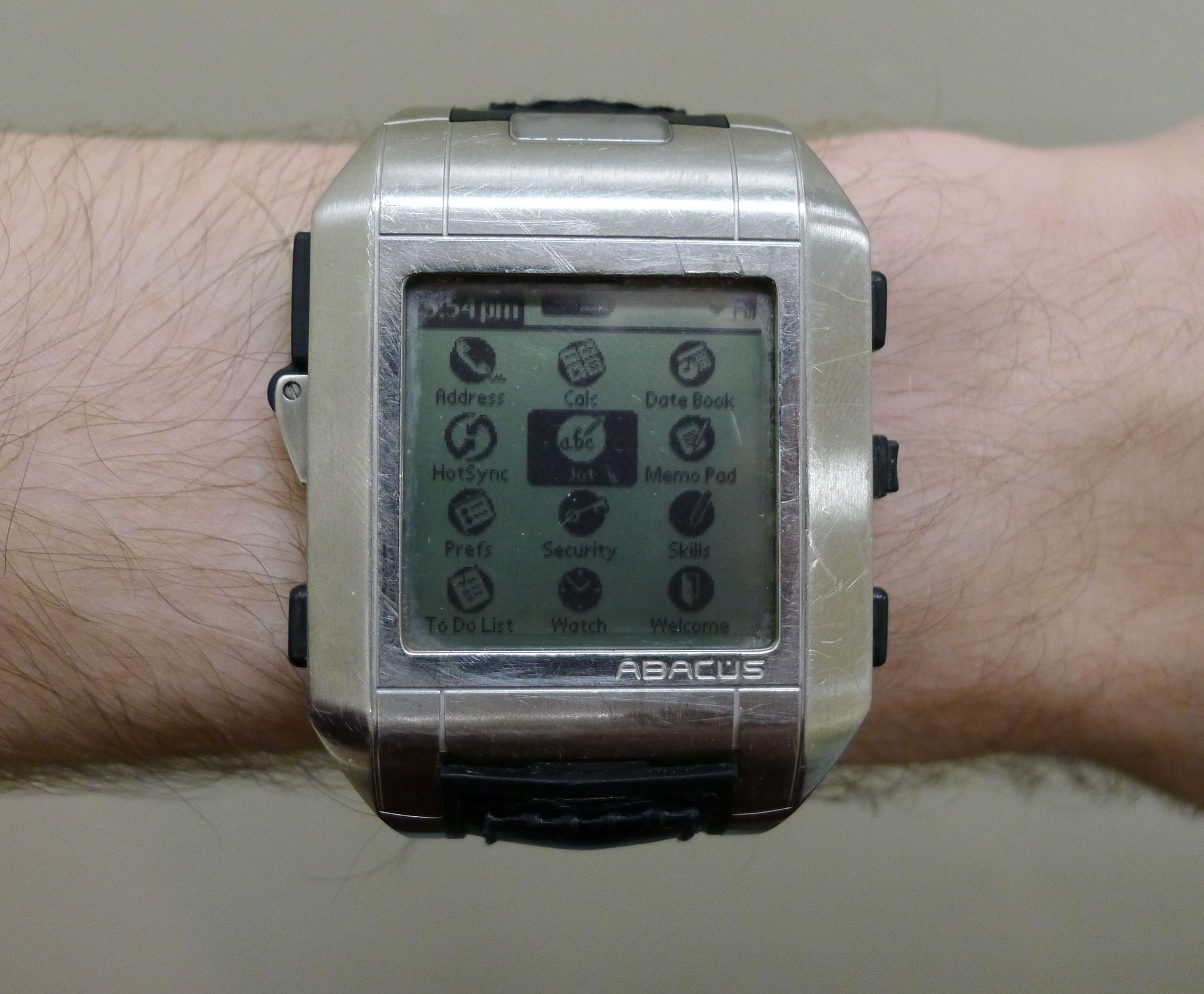
运行Palm OS的Fossil腕部PDA。

### watchOS
蘋果公司在2015年正式发售的Apple Watch中首次使用了该系统。

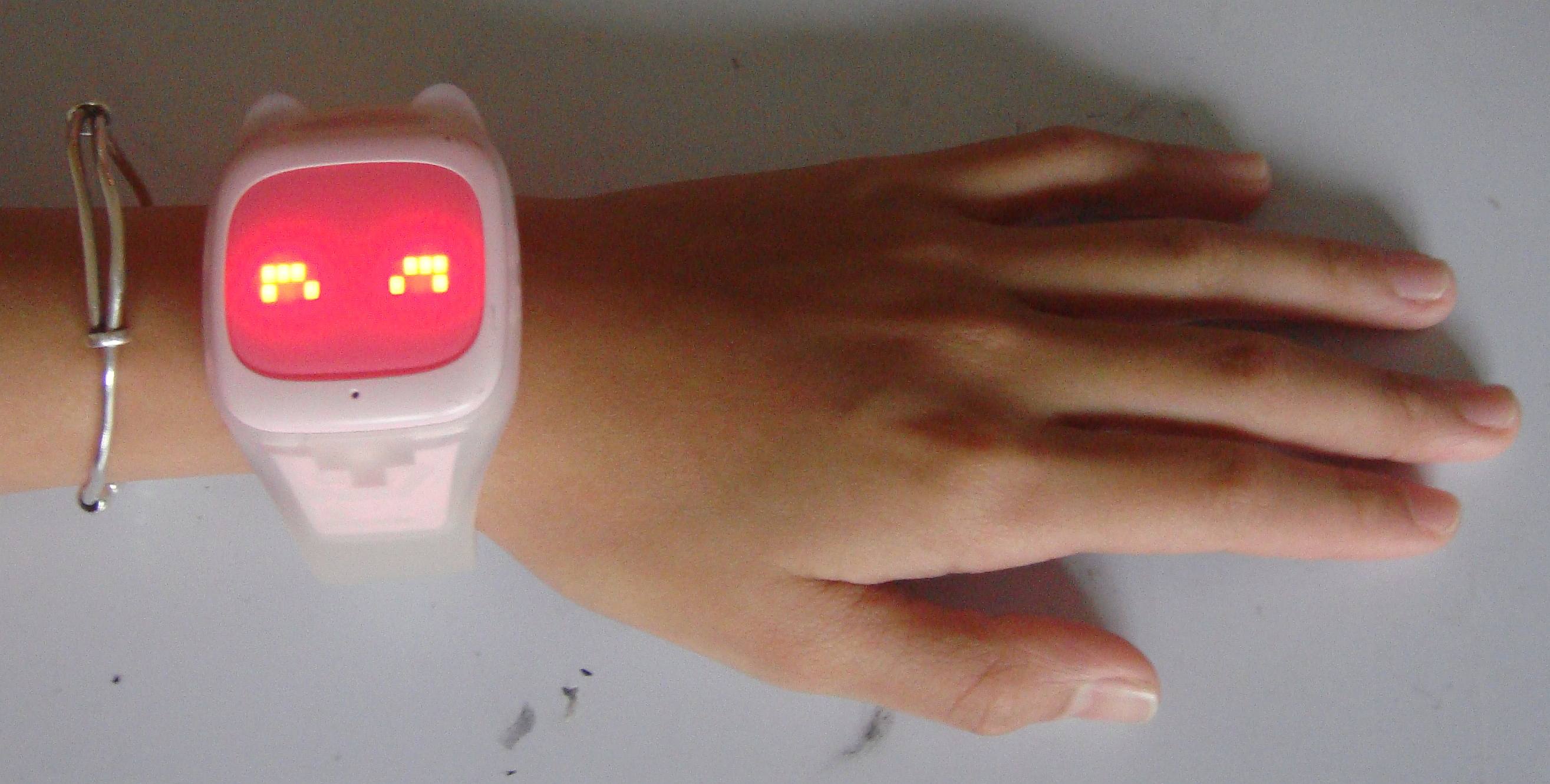

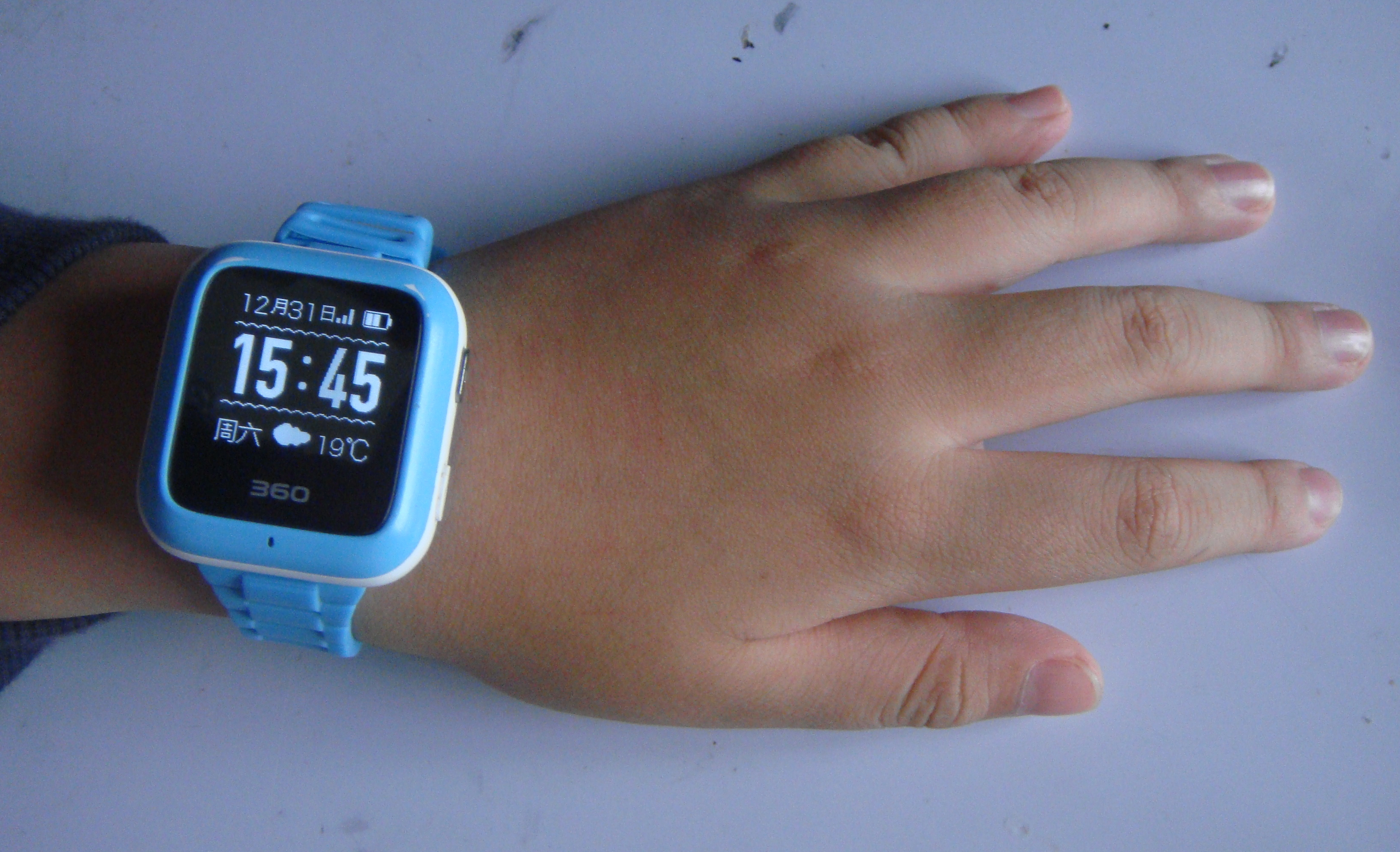

## 儿童和老人的智能手表
在中国，自2015年左右，智能手表已被学校儿童广泛使用。在中国各地的电视上，它们的广告说明其是一种安全设备，孩子可以在紧急情况下使用它打电话。这些设备通常是彩色的，由塑料制成。它们通常不显示内容，除非按一个按钮。与其他智能手表相比，这些智能手表的功能有限；它们的主要功能包括进行通话，显示时间，有时还对空气温度敏感。它们的价格约为100至200美元。
在美国，T Mobile的Timex和Verizon的Gizmowatch等公司也提供这些产品。
一些智能手表还可以帮助患有痴呆症的老人，在他们迷路或跌倒时向看护人报告他们的位置。

## 評價

### 優點
- 據媒體報導稱，與用戶的智能手機同步，並提供了電話、短信和電子郵件提醒功能。
- 據媒體報導稱，有多個感測器，實現健康和追蹤健身指標的功能。

### 缺點
- 隱私問題
- 電池續航力，相較傳統手表，智慧型手表每隔數日就需要充電，且內置鋰離子電池規格未統一，未來可能難以像傳統手表一樣更換電池即可續用。
- 外貌差別較小，可能成為學生作弊物品。故此大部分考試均已在規則上說明不得攜帶智能手錶。

## 通俗文化
20世纪40年代的卡通人物迪克·崔西有着一个可以接受及发射信号的的手腕电台，它一直被视为现代智能手表的先驱。
在1982年的电视连续剧霹靂遊俠中，主角迈克尔·奈特戴着可以双向通信的手表。

## 侵權
Android Wear平台智慧型手錶可自行更換錶面使用特性，廠商及開發者由Google Play提供名錶錶面複製或仿製內容，有許多名錶認為已經侵權，不排除提出求償並要求下架。